# Caruberto
Caruberto è una frazione del comune cremonese di San Martino del Lago posta a nordest del centro abitato.

## Storia
La località era un piccolo villaggio agricolo di antica origine del Contado di Cremona con 54 abitanti a metà Settecento.
In età napoleonica, dal 1810 al 1816, Caruberto fu frazione di Castelponzone, recuperando l'autonomia con la costituzione del Regno Lombardo-Veneto.
All'unità d'Italia nel 1861, il comune contava 216 abitanti.
Nel borgo di Caruberto vi è un santuario. 
Nel 1868 il comune di Caruberto venne soppresso e annesso al comune di San Martino del Lago.